# Šumice (Voždovac)
Pour les articles homonymes, voir Šumice.
Šumice (en serbe cyrillique : Шумице) est un parc et un quartier de Belgrade, la capitale de la Serbie. Il est situé dans la municipalité urbaine de Voždovac. Au recensement de 2002, il comptait 7 228 habitants.

## Emplacement
Šumice est situé dans partie sud-est de la colline de Pašino brdo. Au sud, le quartier est délimité par la rue Ustanička et à l'est par la rue Vojislava Ilića, ces deux rues le séparant du quartier de Konjarnik. À l'ouest le parc borde le quartier de Dušanovac.

## Parc
Le parc est constitué de deux parties séparées par la rue Vojvode Toze. Dans ses contours actuels, il est le vestige d'un bois plus étendu qui existait avant la Première Guerre mondiale ; on rapporte qu'à cette époque, pendant les hivers les plus rudes, des loups y descendaient depuis le mont Avala.
Le parc héberge des hérissons et des chauves-souris et il est particulièrement réputé pour ses nombreux écureuils, qui, souvent, quittent le parc et grimpent aux arbres dans les jardins alentour. Dans les années 1980, on pouvait y apercevoir des pics verts et des mésanges bleues, qui ont aujourd'hui, semble-t-il disparu.
Dans les années 1990, des projets virent le jour pour implanter dans le parc des installations en béton, boutiques, kiosques ou autres, mais ces projets n'ont pas abouti. Au printemps 2007, le parc a été restructuré, avec la réalisation de pavillons et de bancs en bois ; des aires de jeu pour les enfants y ont été créées.

## Quartier
Le quartier a été construit à la fin des années 1960 et au début des années 1970 ; il se présente comme un secteur moderne doté de nombreux espaces verts.
Parmi les lieux phares du quartier, on peut citer :
- le centre sportif de Šumice (Sportski centar Šumice), qui sert pour les matchs de basket-ball et de volley-ball et qui accueille aussi d'autres manifestations (karaté, judo etc.) ; il est situé au sud-est du parc ;
- le nouveau centre d'affaire de KoŠum ;
- l'Hotel Srbija ;
- le centre médical Šumice ;
- le Huitième lycée de Belgrade, situé au nord du parc.

## Transports

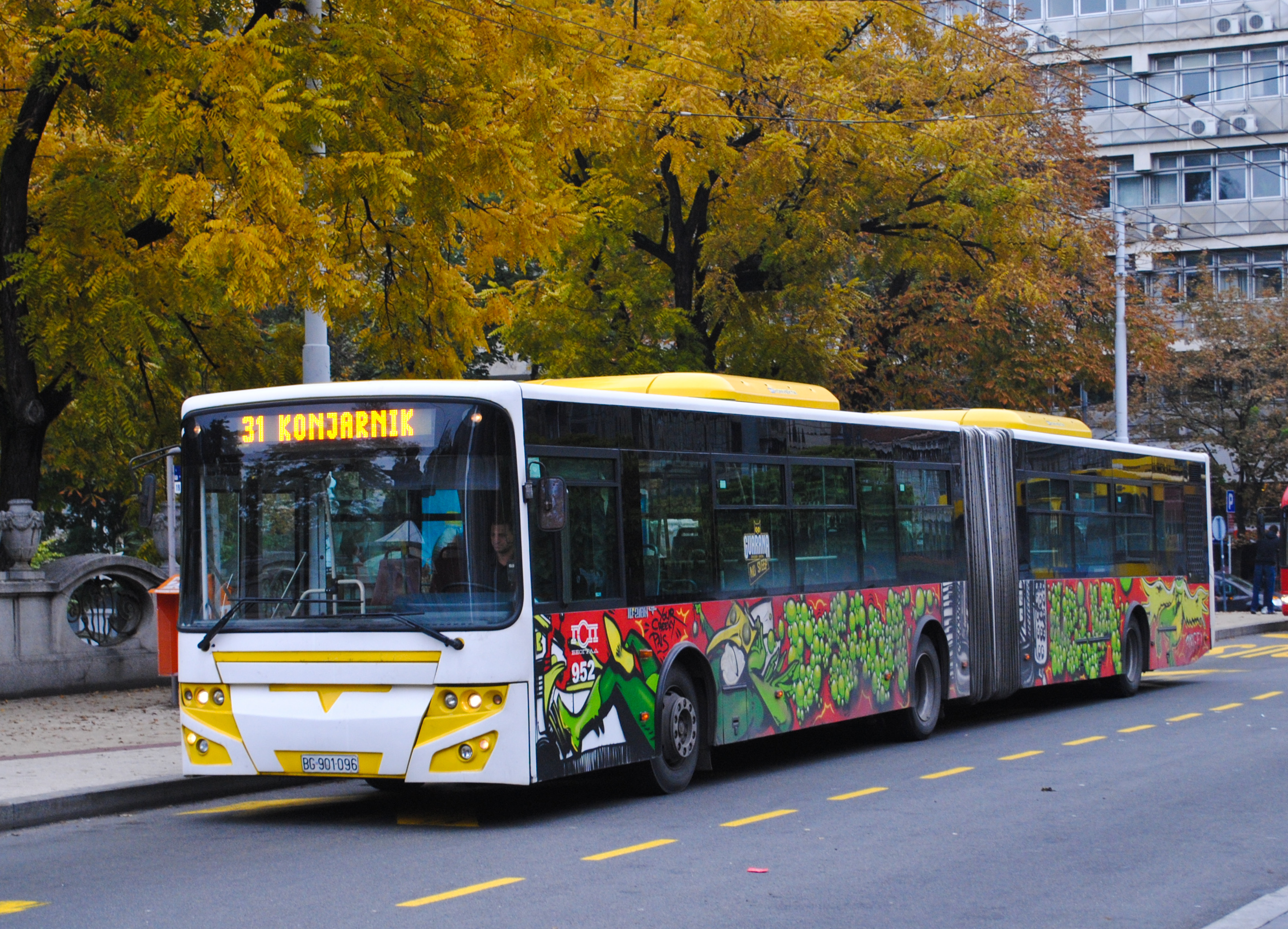
Autobus de la société GSP, ligne 31, direction Konjarnik

Šumice est desservi par trois lignes de bus de la société GSP Beograd, soit les lignes 17 (Konjarnik – Zemun Gornji grad), 31 (Studentski trg – Konjarnik) et 50 (Ustanička – Banovo brdo). Trois lignes de trolleybus passent par le quartier : lignes 19 (Studentski trg - Konjarnik), 21 (Studentski trg – Učiteljsko naselje) et 29 (Studentski trg - Medaković III).